# Weißfilziges Greiskraut
Das Weißfilzige Greiskraut (Jacobaea maritima), auch Silber-Greiskraut, Silberfarbiges Greiskraut, Zweifarbiges Greiskraut, Silberblatt oder Aschenpflanze genannt, ist eine Pflanzenart aus der Gattung der Greiskräuter (Senecio) innerhalb der Familie der Korbblütler (Asteraceae). Diese mediterrane Pflanzenart wird als Zierpflanze in Parks, Gärten sowie auf Gräbern verwendet und dient als so genannte „Strukturpflanze“ im Beet.

## Beschreibung und Ökologie

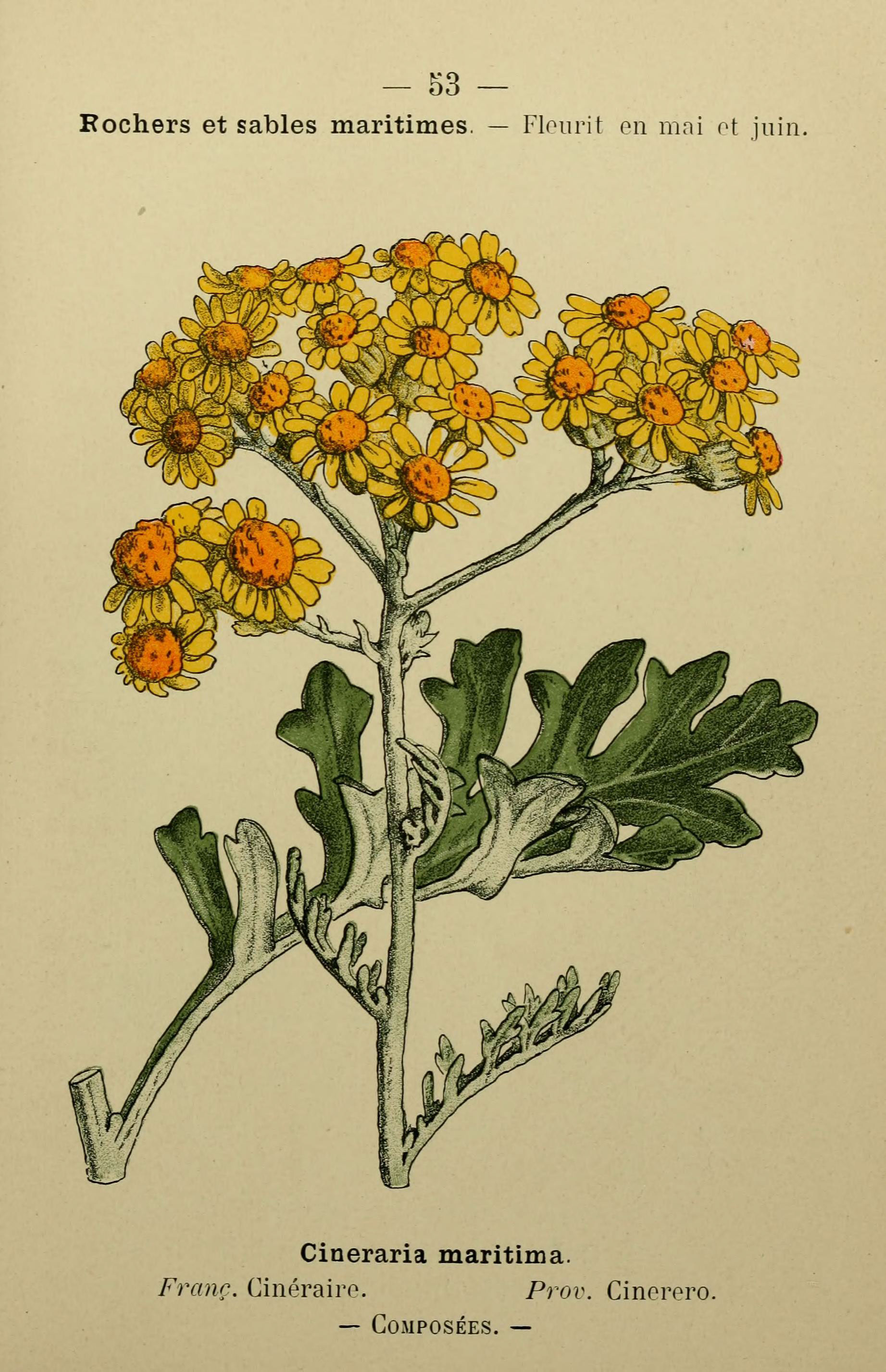
Illustration

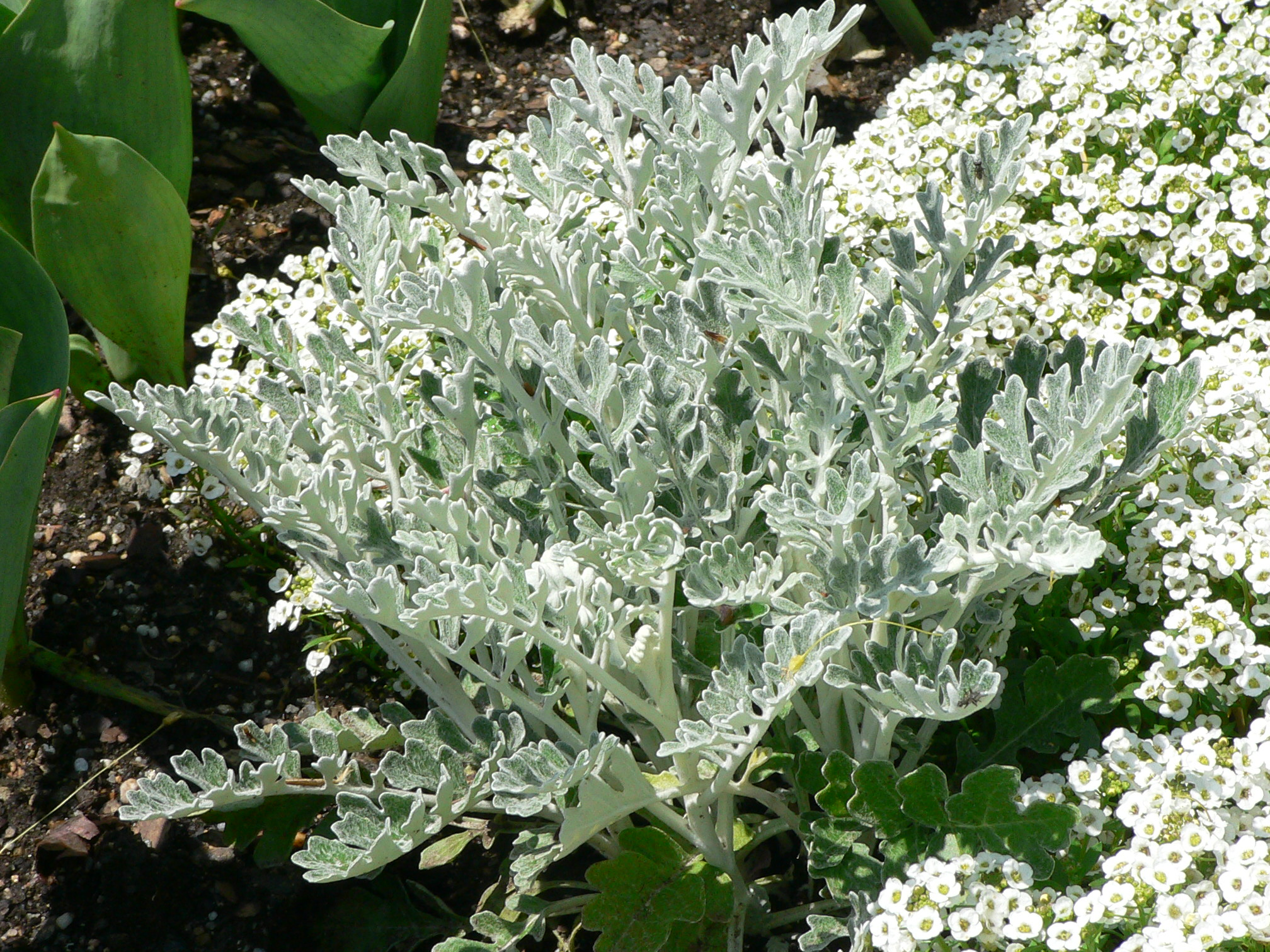
Als „Strukturpflanze“ im Beet

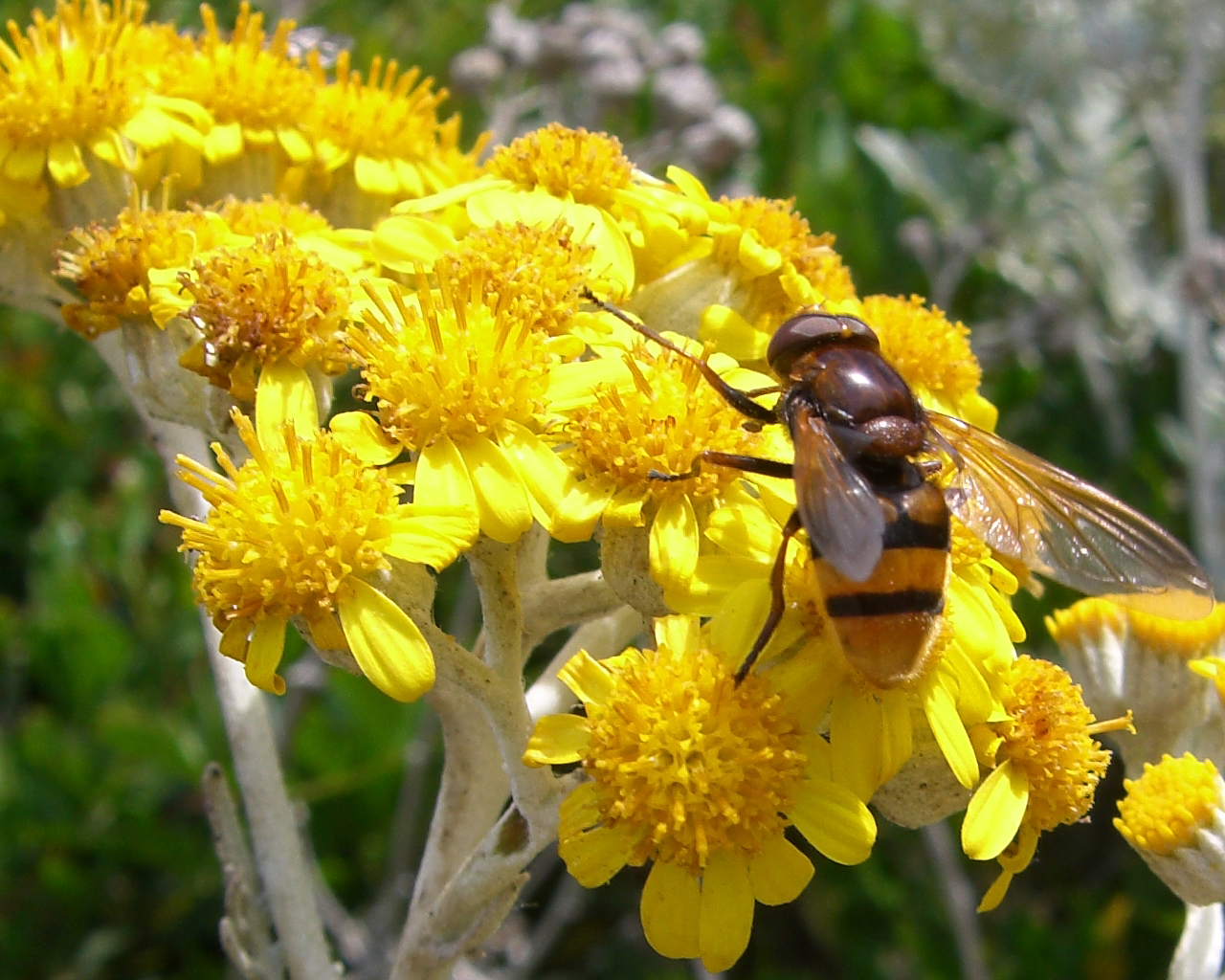
Ausschnitt aus dem Blütenstand mit mehreren Blütenkörbchen, die viele bestäubungsfähige Röhrenblüten enthalten

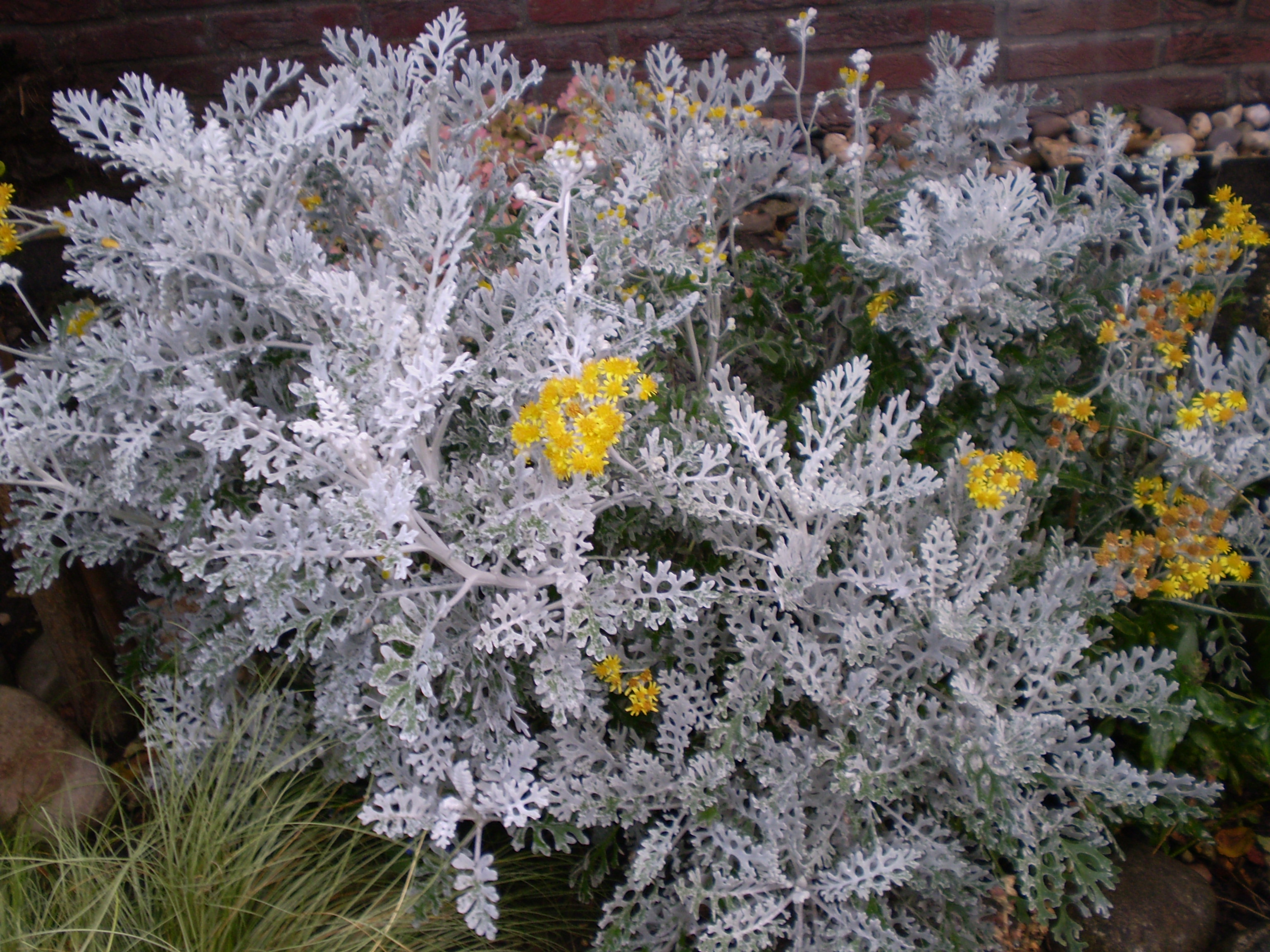
Weißfilziges Greiskraut (Jacobaea maritima)

### Vegetative Merkmale
Der reichverzweigte Halbstrauch erreicht Wuchshöhen von 25 bis 60 Zentimetern. Die Laubblätter bilden nicht blühende, grundständige Rosetten oder sind am blühenden Stängel verteilt. Die Laubblätter sind gelappt oder fiederschnittig mit fiederteiligen bis gelappten oder fast ganzen Lappen, sind 4 bis 15 Zentimeter lang sowie 2,5 bis 7 Zentimeter breit. Die Blattoberseite ist spinnwebig filzig und verkahlend und die Blattunterseite dicht weißfilzig behaart.

### Generative Merkmale
In einem trugdoldigen Blütenstand stehen viele Blütenkörbe. Diese haben einen Durchmesser von 12 bis 15 Millimeter und enthalten Zungen- und Röhrenblüten. Die Hüllblätter sind ebenfalls weißfilzig, wobei die inneren etwa 7 Millimeter und die äußeren bis 3 Millimeter lang werden. Außen steht ein Kranz mit 10 bis 13 hellgelben, zygomorphen und weibliche Zungenblüten (= Strahlenblüten), sie sind 10 bis 13 Millimeter lang. Innen stehen die orangefarbenen und zwittrigen Röhrenblüten (= Scheibenblüten). Die Bestäubung erfolgt durch Insekten. Es werden rippige Achänen mit längerem und weißlichem Pappus gebildet.
Die Chromosomenzahl beträgt 2n = 40.
Die Pflanze ist giftig.

## Vorkommen
Ihr Verbreitungsgebiet umfasst den Mittelmeerraum. In weiteren Ländern, auf den Kanaren, Azoren, Balearen, in Großbritannien, Irland, Portugal, Algerien, Marokko, in den Niederlanden, Deutschland, Bulgarien, in der Ukraine und in Neuseeland ist sie ein Neophyt. Als typische mediterrane Küstenpflanze besiedelt sie Küstenfelsen und stabilisierte Küstendünen.

## Systematik
Die Erstveröffentlichung erfolgte unter dem Namen (Basionym) Othonna maritima durch Carl von Linné. Die Neukombination zu Jacobaea maritima (L.) Pelser & Meijden wurde 2005 durch Pieter B. Pelser und Ruud van der Meijden in Heukels' Flora van Nederland, 23. Auflage, S. 677 veröffentlicht. Weitere Synonyme für (L.) Pelser & Meijden sind: Cineraria maritima (L.) L., Senecio cineraria DC., Senecio maritimus (L.) Rchb. non L.f., Senecio gibbosus subsp. cineraria (DC.) Peruzzi & al., Senecio bicolor subsp. cineraria (DC.) Chater.
Von der Art Jacobaea maritima gibt es je nach Autor mehrere Unterarten:
- Jacobaea maritima (L.) Pelser & Meijden subsp. maritima: Sie ist beheimatet in Spanien, Frankreich, Tunesien, Italien, Korsika, Sardinien, Kroatien und Bosnien-Herzegowina[6]
- Jacobaea maritima subsp. bicolor (Willd.) B.Nord. & Greuter (Syn.: Cineraria bicolor Willd., Senecio bicolor (Willd.) Tod. non Viv., Senecio willdenowii Peruzzi & N.G.Passal., Senecio cineraria subsp. bicolor (Willd.) Arcang., Senecio gibbosus subsp. bicolor (Willd.) Peruzzi & al.): Bei dieser Unterart ist die Endfieder so breit wie lang und stumpf. Das Verbreitungsgebiet umfasst das zentrale und östliche Mittelmeergebiet mit Frankreich, Italien, Sizilien, Tunesien, Griechenland, der Ägäis und der Türkei.[6]
- Jacobaea maritima subsp. sicula N.G.Passal. & al.: Sie kommt nur auf Sizilien und Malta vor.[6]

Bei manchen Autoren gibt es die Artengruppe Jacobaea maritima aggr. mit den Arten:
- Jacobaea candida (C.Presl) B. Nord. & Greuter (Syn.: Senecio bicolor subsp. nebrodensis (Guss.) Chater). Bei dieser Art sind insgesamt die Laubblätter breiter, von leierförmig fiederschnittiger Form und mit gezähntem Blattrand. Sie ist ein Endemit auf Sizilien.
- Jacobaea gibbosa (Guss.) B.Nord. & Greuter: Sie kommt nur in Italien und in Sizilien vor.[6]
- Jacobaea maritima (L.) Pelser & Meijden.[6]